# 光 (宇多田ヒカルの曲)
「光」（ひかり）は、2002年3月20日にリリースされた、宇多田ヒカルの10枚目のシングル。

## 概要
- シングルとしては、「traveling」より約5か月ぶりとなる。
- PVはワンカットの映像で食器を洗っているユニークなもの。故に撮影は一発勝負でかなり緊張したと述べている。食器が綺麗に洗われていないことを『HEY!HEY!HEY!』でダウンタウンの松本人志に突っ込まれていた。これは食器を洗うタイミングを全て曲の進行に合わせて行ったためで、本来予定された枚数よりもさらに減らしたと発言している。また彼女はカメラ目線を一切入れていない。撮影場所は当時の自宅であり、このCDのジャケット写真も同じ場所で撮影されている。
- 元々PVは紀里谷和明ではなくドナルド・キャメロンに依頼する予定だったが、スケジュールの都合でキャンセルとなった。しかし、その後のシングル「COLORS」ではキャメロンを起用することが実現している。宇多田が電撃的に結婚した時、この曲の歌詞が結婚を予感させるようだとテレビのニュースで取り上げられたことがあった。逆に離婚の時は「Flavor Of Life」で同様なことがあった。
- 3rdアルバム『DEEP RIVER』に収録されているものはリアレンジは加えられていないが、出だしに息を吸う音が入っている。
- 本作の英語版が「Simple And Clean」として、翌年のシングル「COLORS」のカップリングに収録された。
- 2024年のベスト・アルバム『SCIENCE FICTION』にはリアレンジして再録したヴァージョンを収録、共同プロデュースはA・G・クック。

## 収録曲
- 作詞、作曲：宇多田ヒカル

1. 光(5:04)
編曲：河野圭 & 宇多田ヒカル
スクウェア（現・スクウェア・エニックス）のPS2用ゲームソフト『キングダム ハーツ』エンディングテーマ
GBA用ソフト『キングダム ハーツ チェイン オブ メモリーズ』エンディングテーマ
PSP用ソフト『キングダム ハーツ バース バイ スリープ』エンディングテーマ
DS用ソフト『キングダム ハーツ Re:コーデッド』エンディングテーマ
PS4用ゲームソフト『キングダム ハーツ 0.2 バース バイ スリープ -フラグメンタリー パッセージ-』エンディングテーマ

1. 光 -PLANITb Remix-(5:45)
編曲：ラッセル・マクナマラ
PS2用ゲームソフト『キングダム ハーツ』オープニングテーマ
GBA用ソフト『キングダム ハーツ チェイン オブ メモリーズ』オープニングテーマ
PSP用ソフト『キングダム ハーツ バース バイ スリープ』オープニングテーマ
DS用ソフト『キングダム ハーツ Re:コーデッド』オープニングテーマ
2. 光 -Godson Mix-(4:39)
編曲：Xaiver “X-Man” Smith／Alex “Godson” Richbourg
3. 光 -Original Karaoke-(5:01)

## 光 (Ray Of Hope MIX)
上記の発売から15年の時を経て新たに (Ray Of Hope MIX) と記してリメイクされた配信限定シングル。前作の「花束を君に」「真夏の通り雨」に続く配信シングルでもある。
PlayStation 4用ゲームソフト『キングダム ハーツ HD 2.8 ファイナル チャプター プロローグ』のテーマソングであり、同作収録の『キングダム ハーツ 0.2 バース バイ スリープ -フラグメンタリー パッセージ-』のオープニングテーマ。
デビュー以来所属していたレコード会社、ユニバーサル・ミュージックが3月いっぱいまで契約が満了をした為、シングル（配信）としては実質的に本作が最後の作品となった（4月よりエピックレコードジャパンへ移籍）。
またチャートにおいて、日本人としては史上初となる全米iTunesチャート2位となった。

### 収録曲
1. 光 (Ray Of Hope MIX) [5:33]
2. Simple And Clean (Ray Of Hope MIX) [5:34]
3. 光 (P’s CLUB MIX) [4:02]
4. Simple And Clean (P’s CLUB MIX) [4:02]

## 収録アルバム
光
- 『DEEP RIVER』
- 『Utada Hikaru SINGLE COLLECTION VOL.1』

光 (Re-Recording)
- 『SCIENCE FICTION』

## その他
- 楽曲に関する権利をアメリカのウォルト・ディズニー・ミュージック・カンパニーが保持している。JASRACでの登録上は「外国作品」の扱いになっており、2002年度のJASRAC賞では外国作品賞を受賞している。